# ピーター・ヘイウッド

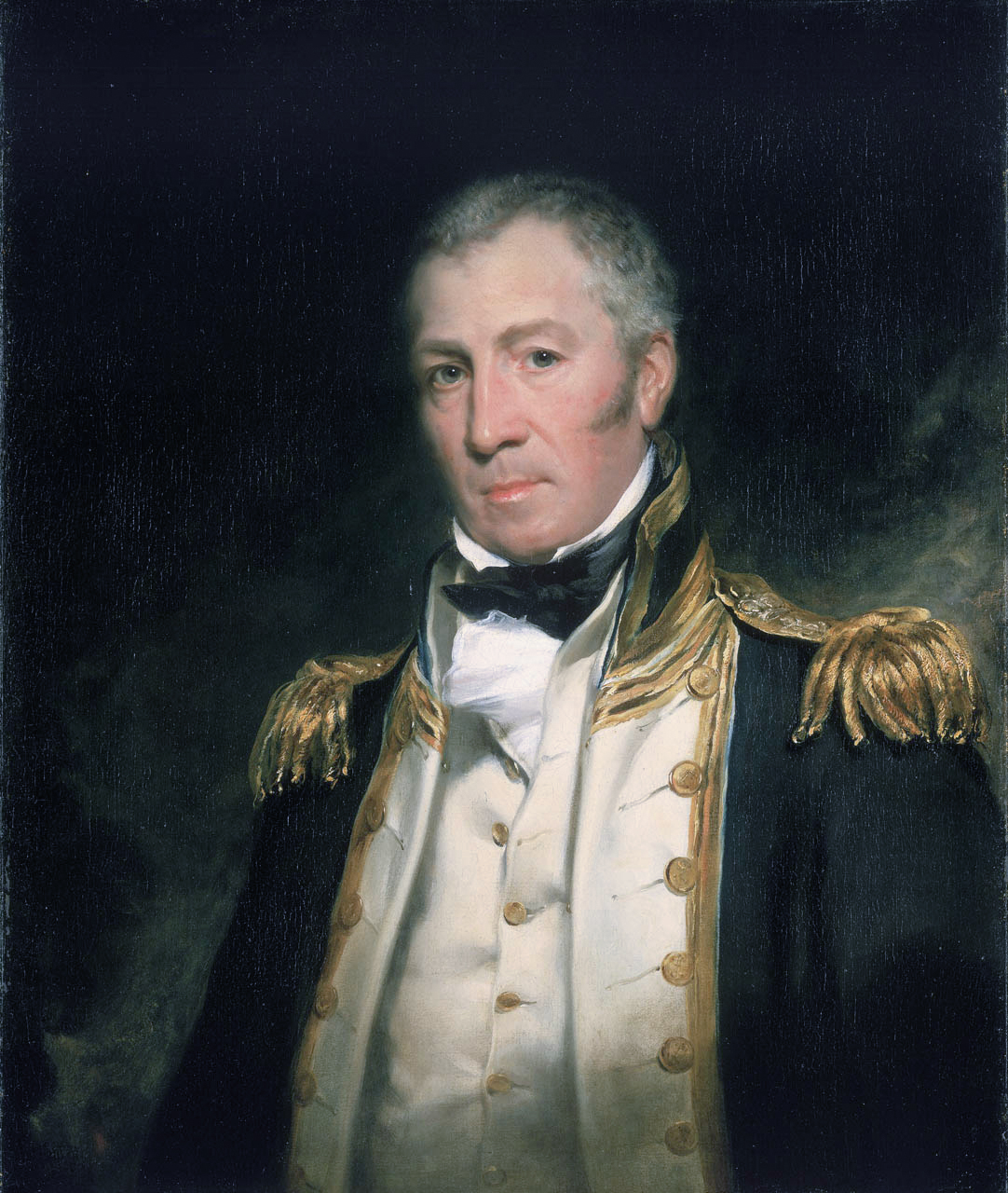
ピーター・ヘイウッド

ピーター・ヘイウッド（Peter Heywood、1772年6月6日 - 1831年2月10日）はイギリス海軍士官、艦長。マン島出身。「バウンティ号の反乱」の際に反乱者として有罪判決（死刑）を受けたことで知られる。

## 経歴
ヘイウッドは1787年、軍艦「バウンティ」に士官候補生として乗り組んだ。それは彼にとって初めての航海であった。ヘイウッドは後に「バウンティ号の反乱」を指揮することになるフレッチャー・クリスチャンと大変仲が良かった。
艦長のウィリアム・ブライを除いて、乗員仲間は誰も、ヘイウッドが反乱の首謀者の1人とは思っていなかった。これは後日の軍法会議において彼の主張を支持するものだったが、反乱が起きたときに積極的に抵抗してブライの権限を守る行動を取らなかったという理由で有罪判決を受けることとなった。
反乱の後、オーストラル諸島のトゥブアイ島に新たなコロニーを作る試みがなされたが、それは失敗した。反乱者グループは分裂して、クリスチャンは、「バウンティ」乗組員の一部と数人のタヒチ人男女を連れてピトケアン島に移った（「バウンティ」はそこで焼かれた）。ヘイウッドを含む16人はタヒチに戻ったが、そのうち2人は暴力沙汰によって命を落とした。軍艦「パンドラ」のエドワード・エドワーズ艦長が「バウンティ」を捜してタヒチに到着したとき、ヘイウッドを含む14人はその捕虜となった。
タヒチに残った「反乱者」たちは、「バウンティ」乗組員のうち、ブライ艦長と共に無蓋のボート（スペースに限りがあり、それで航海することは極めて危険な選択だった）で行くことを選ばなかった者たちであり、他の反乱者と一緒に太平洋の島に残るつもりのない者が含まれていた。彼らはスクーナーを作ってオランダ領東インド諸島へ行き、そこでイギリスへ帰る手立てを見つけようと考えていた。しかしこの計画が実行されるより先に「パンドラ」が到着した。艦上には「バウンティ」の乗組員であり、ブライ艦長と行動を共にしたトマス・ヘイワードもいた。
ヘイウッドを含む6人は自ら「パンドラ」に出頭した。彼らは自分たちが反乱について潔白であると信じており、好意的に迎えられると考えていた。しかしエドワーズ艦長は彼ら全員を反逆者と見なし、海賊として彼らを逮捕して鉄枷をはめた。さらに「パンドラの箱」と呼ばれた木の檻を艦尾甲板に作り、ヘイウッドを含む14人を4ヶ月にわたってそこに監禁した。彼らは、鉄の手枷、足枷をはめられたままで、直射日光の当たる、換気の悪い、サウナのような監獄で4ヵ月を過ごした。
「パンドラ」がトレス海峡付近で沈んだとき、ヘイウッドを含む10人の捕虜（4人は難破の際に死亡した）は他の98人の生存者と共に、15日をかけて4艘の無蓋ボートでティモール島へ移動した。ヘイウッドはこの期間のほとんどを座席の下のボートの底に横たわっていることを強制された。
この難破とティモール島への航海の後、ヘイウッドはオランダ領東インドのバタヴィアにたどり着き、さらにケープタウンで商船から軍艦「ゴーゴン」に乗り換え、1792年6月にようやく帰国した。ヘイウッドは軍法会議で死刑を宣告されたが、国王の恩赦を受け、またフッド卿の口ぞえで海軍に復帰することができた。
ヘイウッドは叔父であるサー・トマス・パスリーの指揮する軍艦「ベレロフォン」に勤務し、その後勅任艦長に昇進した（彼は遠洋航海の艦長としての優れた経歴を持っていた）。その後、1818年に、カナダの五大湖における代将の任務を健康上の理由から辞退している。また、提督への昇進もほぼ確実だったが、その前に58歳で死亡したため実現しなかった。
ヘイウッドの継娘であるダイアナ・ジョリフは、エドワード・ベルチャー提督の妻となった。

## フィクションにおける扱い
- チャールズ・ノーダフ（英語版）とジェイムズ・ノーマン・ホール（英語版）の共著による小説『バウンティ号の反乱（英語版）』（1932年）では、一人称の語り手として架空の人物ロジャー・バイアムが登場するが、このバイアムはおそらく人物設定の多くをヘイウッドから受け継いでいる。
- バウンティ号の事件を扱った映画は5本製作されている（バウンティ号の反乱#映画を参照）が、このうち1984年の映画にはヘイウッドが登場する。1933年、1935年、および1962年製作の映画は上述したノーダフとホールによる小説（1932年）を原作としており、1935年版の映画には原作通りに架空人物ロジャー・バイアムが登場する。
- ジョン・ボインの小説『バウンティ号の反乱』（2008年）では、ヘイウッドは首謀者フレッチャー・クリスチャンと共謀して反乱を起こしたならず者として描かれている。
- パトリック・オブライアンの小説『囚人護送艦、流刑大陸へ（英語版）』（オーブリー&マチュリンシリーズ第5巻、1978年）ではヘイウッドが主人公の館の客として登場し、「バウンティ」と「パンドラ」でのエピソードを語る。

## 外部参照
- ピーター・ヘイウッドの手紙 （軍法会議（有罪となることが確実と思われた）を待つ間にバタヴィアから出されたもの。）
- （軍法会議における）ピーター・ヘイウッドの抗弁